# Antoine Laurent Chorier
Pour les articles homonymes, voir Chorier.
Antoine Laurent Chorier est un homme politique français né le 16 octobre 1758 à Valence (Dauphiné) et mort le 11 juillet 1832 à Valence (Drôme).

## Biographie
Antoine Laurent Chorier naît le 16 octobre 1758 à Valence et est baptisé le même jour. Il est le fils d'Antoine Chorier, procureur du roi, et de son épouse, Anne Gaillard.
Protestant, il s'engage dans les volontaires de la Drôme au moment de la Révolution et termine sa carrière comme adjudant général. En 1816, il est adjoint au maire de Valence, puis député de la Drôme de 1824 à 1827, siégeant dans l'opposition libérale.
Il meurt le 11 juillet 1832 à Valence.

## Sources
- « Antoine Laurent Chorier », dans Adolphe Robert et Gaston Cougny, Dictionnaire des parlementaires français, Edgar Bourloton, 1889-1891 [détail de l’édition]